# Jean Martin (humaniste)
Pour les articles homonymes, voir Jean Martin et Martin.
Jean Martin (né à Paris, mort en 1553) est un humaniste connu pour ses éditions d'œuvres classiques ou modernes qu'il faisait traduire en français, notamment le Songe de Poliphile de Francesco Colonna, Les Azolains de Pietro Bembo et le De architectura de Vitruve. 
Jean Martin fut jusqu'en 1530 secrétaire de Maximilien Sforza, puis du cardinal de Lenoncourt, auprès duquel il demeura jusqu'à la fin de sa vie. Il travailla dans les années 1540 avec Sebastiano Serlio à l'édition du premier livre de l'Architecture de Vitruve, puis publia une partie des œuvres de son collaborateur italien.

## Le  traducteur
Jean Martin fit traduire et imprimer en français :
- « Dialogue très-élégant intitulé le Peregrin, traitant de l'honnête et pudique amour » (1528) Lyon, 1 vol. in-4°;
- « Orus Apollo de Ægypte, de la Signification des notes hiéroplyphiques des Ægyptiens » (1543), in-8° Paris, fig., trad. du grec, avec dix hiéroglyphes nouveaux, et reproduit sous le titre: Les Sculptures et Gravures sacrées d'Orus Apollon; Paris, 1553, in-16;
- « Roland furieux », trad. en prose (1544, réimpr. 1582), Lyon. Cette traduction est remise en cause. Voir Toshinori Uetani, J. Martin, traducteur du Roland furieux ?, Esculape et Dionysos, Mélanges en l’honneur de Jean Céard, Études réunies et éditées par J. Dupèbe, F. Giacone, E. Naya et A.-P. Pouey-Mounou, Genève, Droz, « Travaux d’Humanisme et Renaissance n° CDXXXIX », 2008, p. 1089-1109.
- « L'Arcadie » de J. Sannazar (1544), Paris : les discours sont traduits en prose et les églogues en vers de différentes mètres
- « Les Azolains de la nature d'amour », (Gli Asolani) trad. de poèmes de Bembo; Paris, 1545, in-8°, et 1553, 1555, 1572, in-16;
- « Le premier/second Livre d'Architecture » de Vitruve, trad. de Sébastien Serlio (1545), Paris .
- « Le  Cinquième Livre d'Architecture » de Serlio (1547), Paris
- « Hypnérotomachie, ou discours du songe de Polyphile » (1546, réimpr. 1554, 1561) Paris, 1 vol. in-fol. Cette traduction de l'italien, faite par un auteur anonyme, fut retouchée par Martin et réimprimée par François Béroalde de Verville sous le titre Le Tableau des riches Inventions (Paris, 1600)
- « Architecture, ou art de bien bâtir » (1547, réimpr. 1572), traduite de Vitruve; Paris, avec figures de Jean Goujon.
- « Oraison sur le trépas du roi François », trad. du latin de Galland; Paris, 1547, in-4°;
- « La Circé », trad. de J.-B. Galli (1550) Lyon
- « La Théologie naturelle », trad. du latin de Raymond Sebond (1551), Paris
- « L'Architecture et art de bien bâtir » de Vitruve, trad. du latin de Léon Battista Alberti (1553), Paris.

Jean Martin est l'auteur du livret de l'entrée solennelle de Henri II à Paris en 1549 .

## Éditions modernes
- Jacques Sannazar, L'Arcadie, traduction de Jean Martin, édition établie et présentée par Jean-Claude Ternaux, Reims, Presses Universitaires de Reims, Publication du Centre de Recherche sur la Transmission des Modèles Littéraires et Esthétiques, Collection 'Mémoire des Lettres' dirigée par Frank Greiner, 2003.